# Leni Edersheim
Helene Jeannette Betsy (Leni) Edersheim (Den Haag, 28 januari 1904 – Hilversum, 4 augustus 1992) was een Nederlands violist.
Ze was dochter van industrieel (Papierfabriek Esveha) David Edersheim en Hubertine Carolina van den Bergh. Ze was zus van kunstschilder Berthe Edersheim. Ze trouwde in 1933 met ingenieur Herman Elias van Thijn, die in 1938 in Death Valley nabij San Bernardino (Californië) omkwam. Leni hertrouwde met beeldhouwer Stefan de Vriendt. Uit het eerste huwelijk werd in 1934 Ruth/Ruti van Thijn geboren; zij werd schrijfster (Regenboogkristal, Een eeuw, een familie), ze hanteerde ook wel de achternaam van haar stiefvader. De zusters Berthe en Leni trokken jarenlang samen op. Ze woonden samen in Parijs, trokken door Frankrijk en Amsterdam. 
Ze kreeg haar opleiding aan het Muzieklyceum van Amsterdam (Oskar Back, 1925-1930), Hochschule Berlijn (Carl Flesch, 1930-1931), Conservatoire national supérieur de musique et de danse de Paris (1931-1933). 
Edersheim stond al in de jaren twintig op de podia en was als mejuffrouw al op de radio te horen. Ze gaf toen ook al muziekles op school. Ze trok in de jaren dertig naar de Verenigde Staten, alwaar ze soms Nederlands repertoire speelde. In Los Angeles speelde ze bijvoorbeeld met Lena di Fiore de Sonate voor viool en piano van Bernhard van den Sigtenhorst Meyer en met het Los Angeles Philharmonic Orchestra het Concertstuk voor viool en piano van Henriëtte Bosmans. Ze was van plan na de concerten terug te keren naar Nederland, maar de dood van haar man zorgde er waarschijnlijk voor dat ze in de Verenigde Staten bleef. Vanuit de Verenigde Staten ondersteunde ze Josepha Mendels, die bewust ongehuwde moeder wilde blijven en deels levensgezel van Bertha was. Ze gaf jarenlang les in Wilton (Connecticut). Schilderen deed zij als liefhebberij.
In 1933 werd ze samen met haar zus geportretteerd door Charley Toorop (Portret van twee zusters), aanwezig in de collectie van het Museum Arnhem. Berthe was een leerling van Toorop.